# Olga Rashchúpkina
Olga Rashchúpkina (también escrito Raschoupkina; Hengyang, Hunan, 26 de marzo de 1984) es una gimnasta artística ucraniana, medallista de bronce del mundo en 1999 en la viga de equilibrio.

## 1999
En el Mundial de Tianjin 1999 consigue el bronce en la viga de equilibrio —por detrás de la china Ling Jie (oro) y de la rumana Andreea Raducan (plata).